# Лопухов, Александр Михайлович
Александр Михайлович Лопухо́в (укр. Олександр Михайлович Лопухов; 1925—2009) — советский и украинский живописец. Народный художник УССР (1964). Член-корреспондент АХ СССР (1975). Действительный член Национальной академии искусств Украины (1997). Депутат Совета Союза ВС СССР 11 созыва (1984—1989) от Винницкой области. Член КПСС с 1969 года.

## Биография
Родился 12 сентября 1925 года в городе Городне Черниговского округа, Украинской ССР. В 1953 году окончил КГХИ. Ученик А. А. Шовкуненко. В 1957 году окончил аспирантуру при институте.
В 1962—1968 годах — заместитель председателя правления СХУ.

В 1973—1985 годах — ректор КГХИ.

С 1979 года — профессор.

В 1983—1989 годах — председатель правления СХУ.
Умер 14 сентября 2009 года. Похоронен в Киеве на Байковом кладбище (участок № 33).

## Творчество
В 1961 году Александр Лопухов создаёт большое историческое полотно "Пятое апреля 1847 года", на котором изображает трагический момент из жизни Шевченко - арест во время переправы на другой берег Днепра, после которого поэта ждали долгие годы ссылки. Это полотно считается одним из лучших в творческом наследии художника.
Образы современников интересовали Александра Михайловича, поэтому он пишет серию интересных портретов "Женский портрет", "Оксана", "Лариса" и другие. Он также много путешествует, пишет с натуры. посещает ряд зарубежных стран. Значительное место в творчестве художника занимает тема войны, которую он сам пережил как солдат. Тем не менее эта тема появится в творчестве художника только через 12 лет после её завершения. Своими работами он создал своеобразную летопись тех событий.

## Семья
- жена — Надежда Осиповна Лопухова — график-живописец.
- дочь — Светлана Александровна Лопухова — живописец.
- дочь — Наталья Александровна Лопухова — график.

## Произведения
- «В Петроград» (1953), дипломная работа.
- «Киевские коммунары. Арсенальцы» (1956—1960).
- «Война» (1968—1969).
- «Вольница» (1978—1979).
- «Матерь человеческая» (1985).
- «Село Вербовка. За колоски»(1988—1989).
- «Мое детство. Голод»(1988—1989).
- «Девчата» (1990).
- «Тайная вечеря» (1994).
- Портреты — А. Кочерги (1990) и др.
- «Озеро»
- «Шла война»
- «Арест временного правительства»

## Награды и звания
- Орден «За заслуги» II степени (4 мая 2007 года) — за личное мужество и самопожертвование, выявленные в борьбе с фашистскими захватчиками за свободу и независимость Отчизны, весомый личный вклад в развитие ветеранского движения, патриотическое воспитание молодёжи[4].
- Орден «За заслуги» III степени (23 декабря 1997 года) — за значительный личный вклад в развитие украинского изобразительного искусства, плодотворную творческую и педагогическую деятельность[5].
- Орден Ленина.
- Орден Трудового Красного Знамени.
- Орден Отечественной войны II степени (6 апреля 1985 года).
- Медаль Пушкина (31 октября 2007 года, Россия) — за большой вклад в распространение, изучение русского языка, сохранение культурного наследия, сближение и взаимообогащение культур наций и народностей[6].
- медали.
- Золотая медаль имени М. Б. Грекова (1985).
- Народный художник УССР (1964).
- Заслуженный деятель культуры Польши.
- Государственная премия УССР имени Т. Г. Шевченко (1980) — за картины «Сильные духом», «Война», «Лунная соната», «Победа», «Вихрь Октября», «Вольница».